# Wiganda Pradika
Wiganda Pradika (sinh ngày 3 tháng 12 năm 1991) là một cầu thủ bóng đá người Indonesia hiện tại thi đấu cho Mitra Kukar ở Liga 1. He ever roled ở vị trí captain of PSMS Medan U-21 team.